# Villamanrique de la Condesa
Villamanrique de la Condesa település Spanyolországban, Sevilla tartományban. Villamanrique de la Condesa Aznalcázar, Hinojos és Pilas községekkel határos. Lakosainak száma 4677 fő (2024).

## Népesség
A település népessége az elmúlt években az alábbi módon változott:
| Lakosok száma | 3787 | 3762 | 4000 | 4129 | 4266 | 4406 | 4454 | 4459 | 4580 | 4677 |
|               | 2001 | 2004 | 2007 | 2009 | 2012 | 2014 | 2017 | 2019 | 2022 | 2024 |